# West Rancho Dominguez (Kalifornija)
West Rancho Dominguez je naseljeno područje za statističke svrhe u američkoj saveznoj državi Kalifornija. Prema popisu stanovništva iz 2010. u njemu je živjelo 5.669 stanovnika.